# Petit-Caux
Petit-Caux ist eine französische Gemeinde mit 9.626 Einwohnern (Stand: 1. Januar 2022) im Département Seine-Maritime in der Region Normandie. Sie gehört zum Arrondissement Dieppe und zum Kanton Dieppe-2. Die Einwohner werden Caux-Marins genannt.
Die Gemeinde entstand als Commune nouvelle im Zuge einer Gebietsreform zum 1. Januar 2016 durch die Fusion der achtzehn ehemaligen Gemeinden Assigny, Auquemesnil, Belleville-sur-Mer, Berneval-le-Grand, Biville-sur-Mer, Bracquemont, Brunville, Derchigny, Glicourt, Gouchaupre, Greny, Guilmécourt, Intraville, Penly, Saint-Martin-en-Campagne, Saint-Quentin-au-Bosc, Tocqueville-sur-Eu und Tourville-la-Chapelle, die nun Ortsteile von Petit-Caux im Status von Communes déléguée darstellen. Saint-Martin-en-Campagne fungiert dabei als „übergeordneter Ortsteil“ als Verwaltungssitz.

## Geographie
Petit-Caux befindet sich unmittelbar am Ärmelkanal (Alabasterküste) und liegt etwa 15 Kilometer ostnordöstlich von Dieppe. Umgeben wird Petit-Caux von den Nachbargemeinden Criel-sur-Mer und Touffreville-sur-Eu im Nordosten, Canehan und Saint-Martin-la-Gaillard im Osten, Bailly-en-Rivière im Süden und Südosten, Saint-Ouen-sous-Bailly, Envermeu, Bellengreville und Sauchay im Süden sowie Ancourt, Gréges, Martin-Église und Dieppe im Südwesten.

## Gliederung
| Ortsteil                                   | ehemaliger INSEE-Code | Fläche (km²) | Einwohnerzahl (2022) |
| ------------------------------------------ | --------------------- | ------------ | -------------------- |
| Assigny                                    | 76027                 | 6,05         | .0388                |
| Auquemesnil                                | 76037                 | 6,34         | .0260                |
| Belleville-sur-Mer                         | 76073                 | 3,07         | 1.026                |
| Berneval-le-Grand                          | 76081                 | 5,56         | 1.424                |
| Biville-sur-Mer                            | 76098                 | 5,30         | .0848                |
| Bracquemont                                | 76137                 | 4,84         | .0872                |
| Brunville                                  | 76145                 | 3,92         | .0243                |
| Derchigny                                  | 76215                 | 4,75         | .0590                |
| Glicourt                                   | 76301                 | 4,58         | .0271                |
| Gouchaupre                                 | 76310                 | 4,34         | .0196                |
| Greny                                      | 76326                 | 4,06         | .0123                |
| Guilmécourt                                | 76337                 | 7,92         | .0413                |
| Intraville                                 | 76376                 | 4,66         | .0313                |
| Penly                                      | 76496                 | 4,06         | .0487                |
| Saint-Martin-en-Campagne (Verwaltungssitz) | 76618                 | 6,85         | 1.240                |
| Saint-Quentin-au-Bosc                      | 76643                 | 3,50         | .0107                |
| Tocqueville-sur-Eu                         | 76696                 | 3,60         | .0216                |
| Tourville-la-Chapelle                      | 76704                 | 7,71         | .0609                |

## Sehenswürdigkeiten

### Assigny
- Kirche Saint-Médard
- Kriegerdenkmal

### Auquemesnil
- Kirche Saint-Laurent
- Kriegerdenkmal

### Belleville-sur-Mer
- Kirche Notre-Dame
- Kriegerdenkmal

### Berneval-le-Grand
- Kirche

### Biville-sur-Mer
- Kirche Saint-Rémi
- Kriegerdenkmal
- Öffentliche Bibliothek

### Bracquemont
- Kirche Notre-Dame

### Brunville
- Kirche Saint-Adrien

### Derchigny
- Schloss Wargemont

### Glicourt
- Kirche Saint-Martin aus dem 13. Jahrhundert mit späteren Umbauten

### Gouchaupre
- Kirche Saint-Jean-Baptiste

### Greny
- Kirche Sainte-Anne

### Guilmécourt
- Kirche Saint-Waast

### Intraville
- Kirche Saint-Séverin-et-Saint-Pierre

### Penly
- Kirche Saint-Denis aus dem 13. Jahrhundert

### Saint-Martin-en-Campagne
- Kirche Saint-Martin aus dem 15. Jahrhundert

### Saint-Quentin-au-Bosc
- Kirche

### Tocqueville-sur-Eu
- Kirche Sainte-Trinité

### Tourville-la-Chapelle
- Kirche Notre-Dame

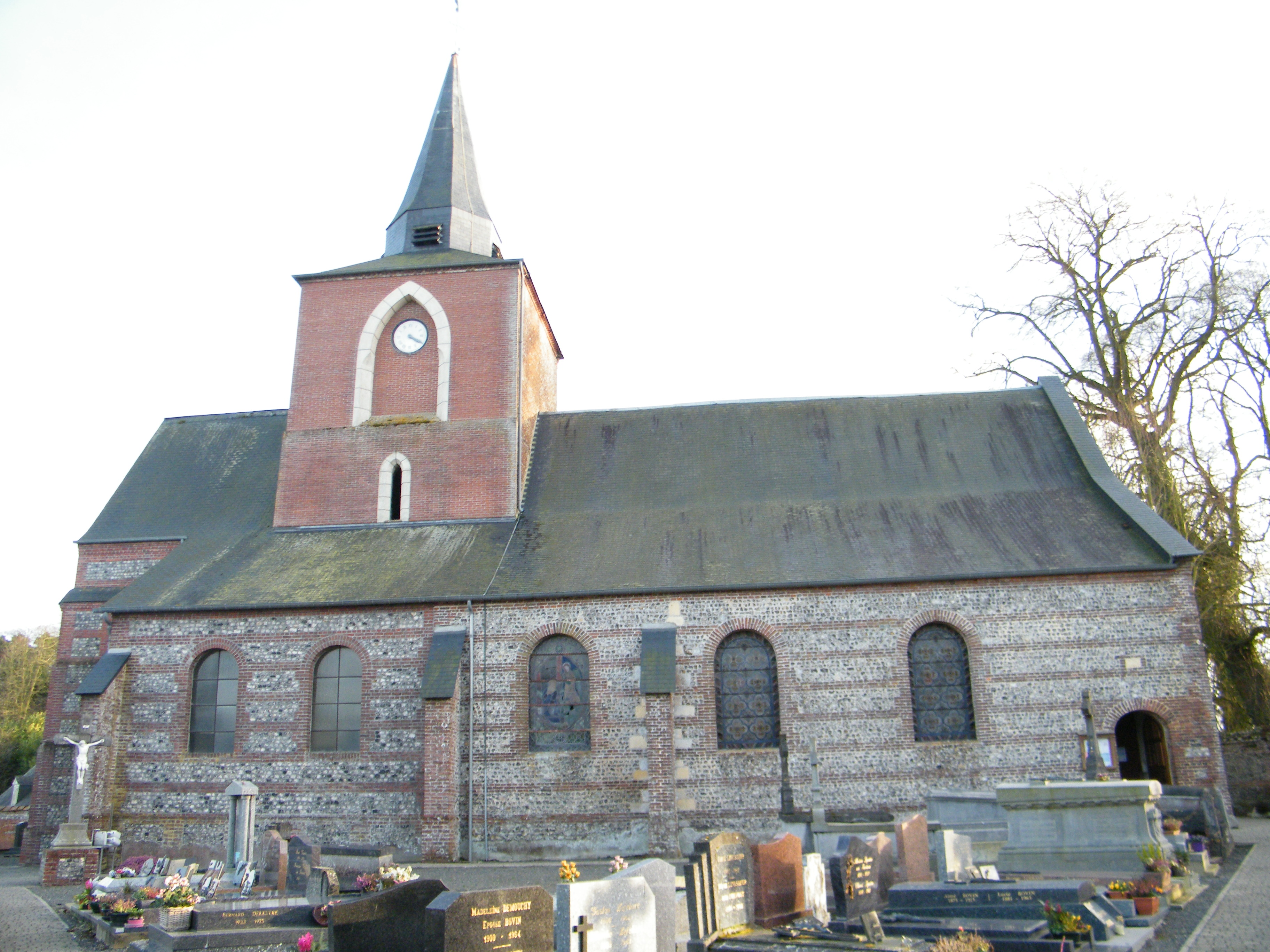
Kirche Saint-Médard in Assigny
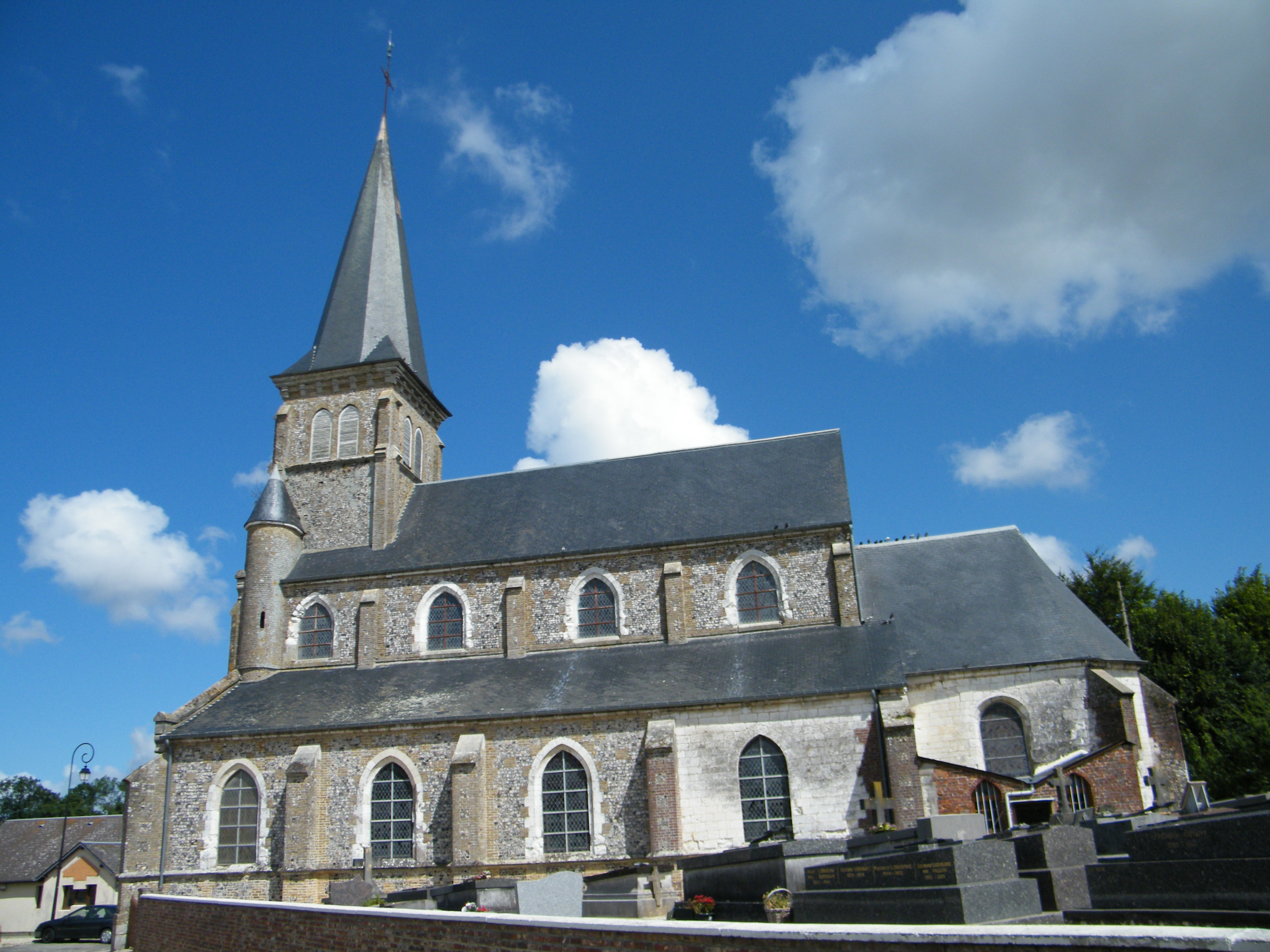
Kirche Saint-Laurent in Auquemesnil
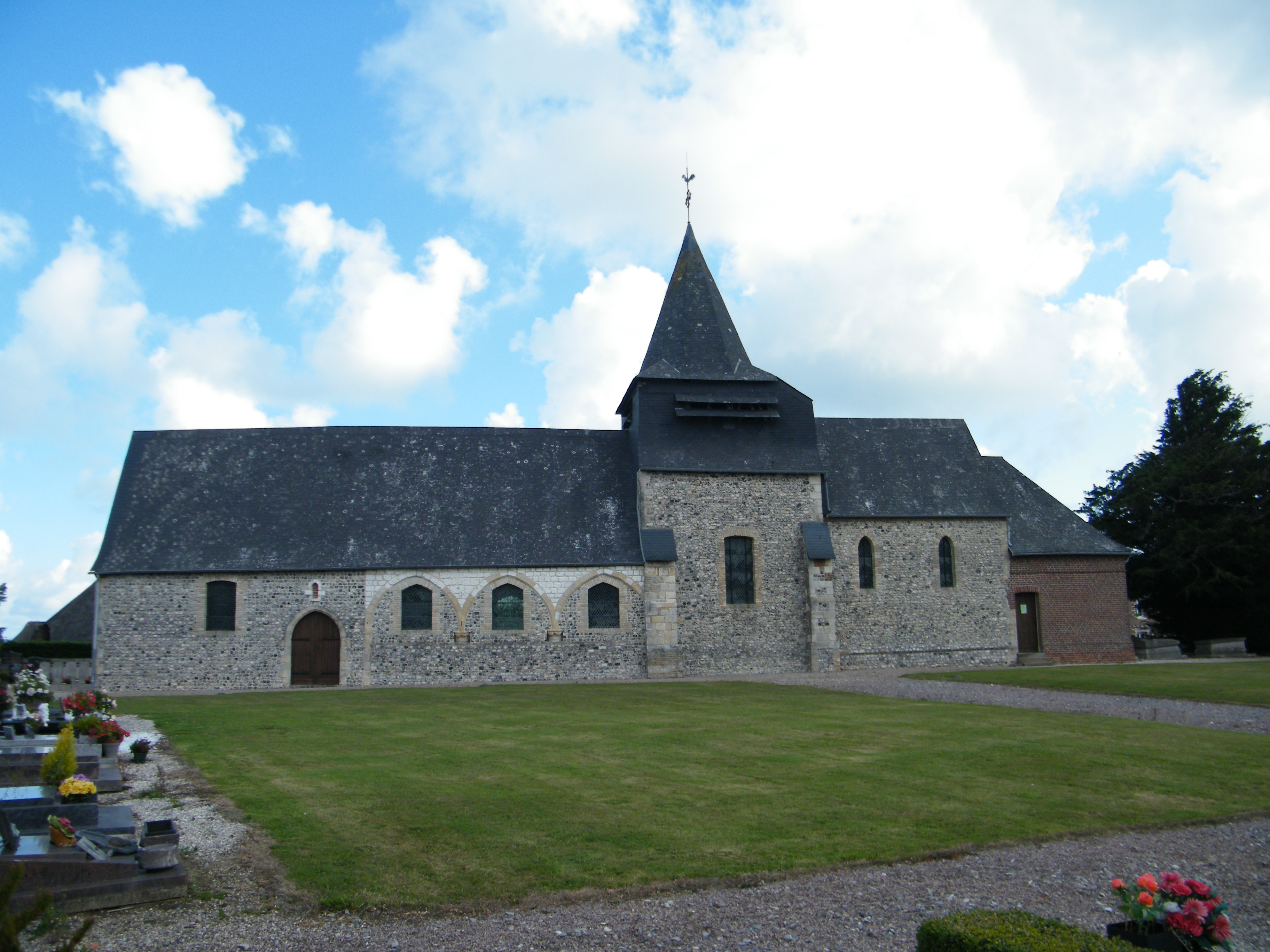
Kirche Notre-Dame in Belleville-sur-Mer
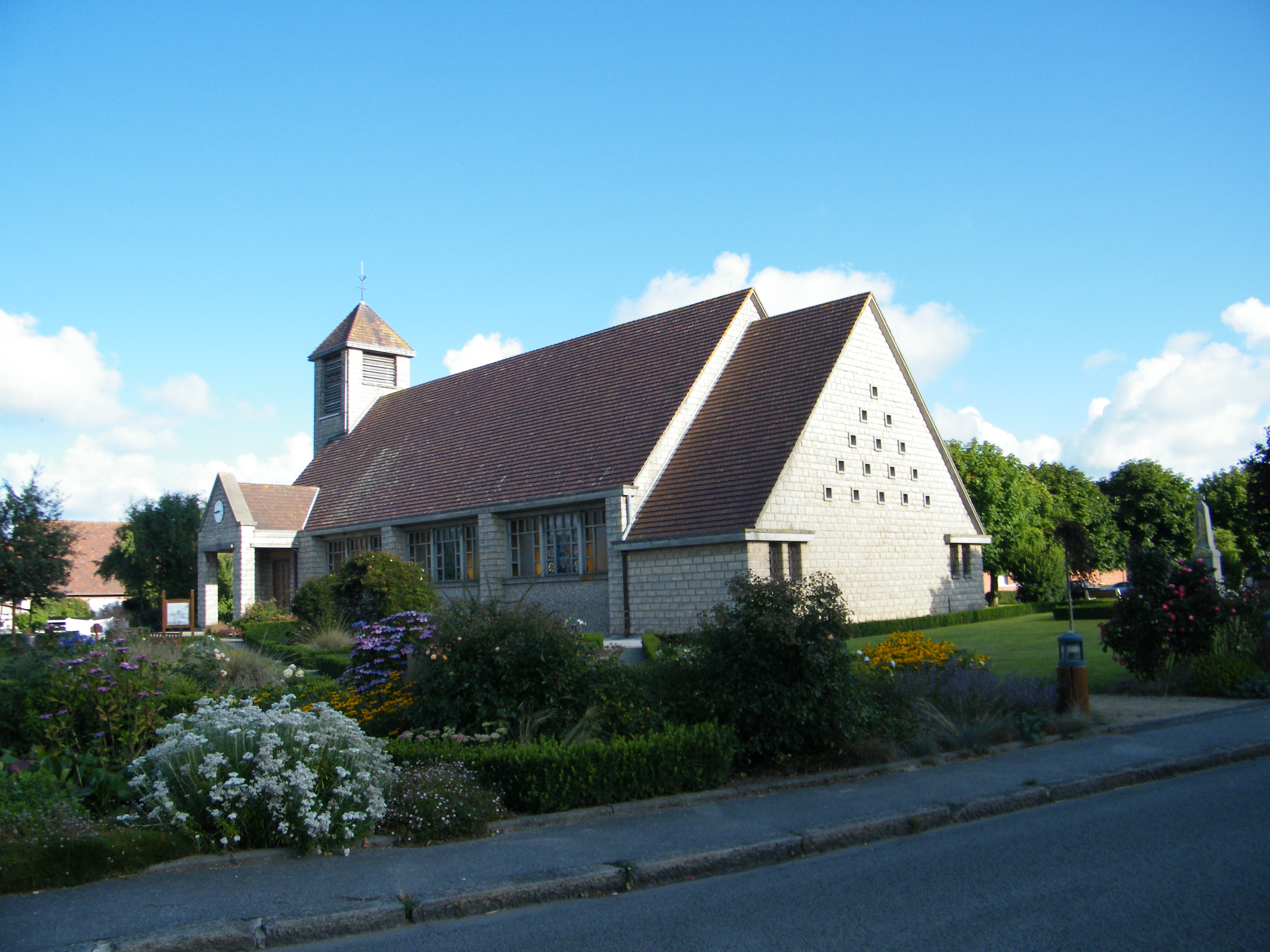
Kirche von Berneval-le-Grand
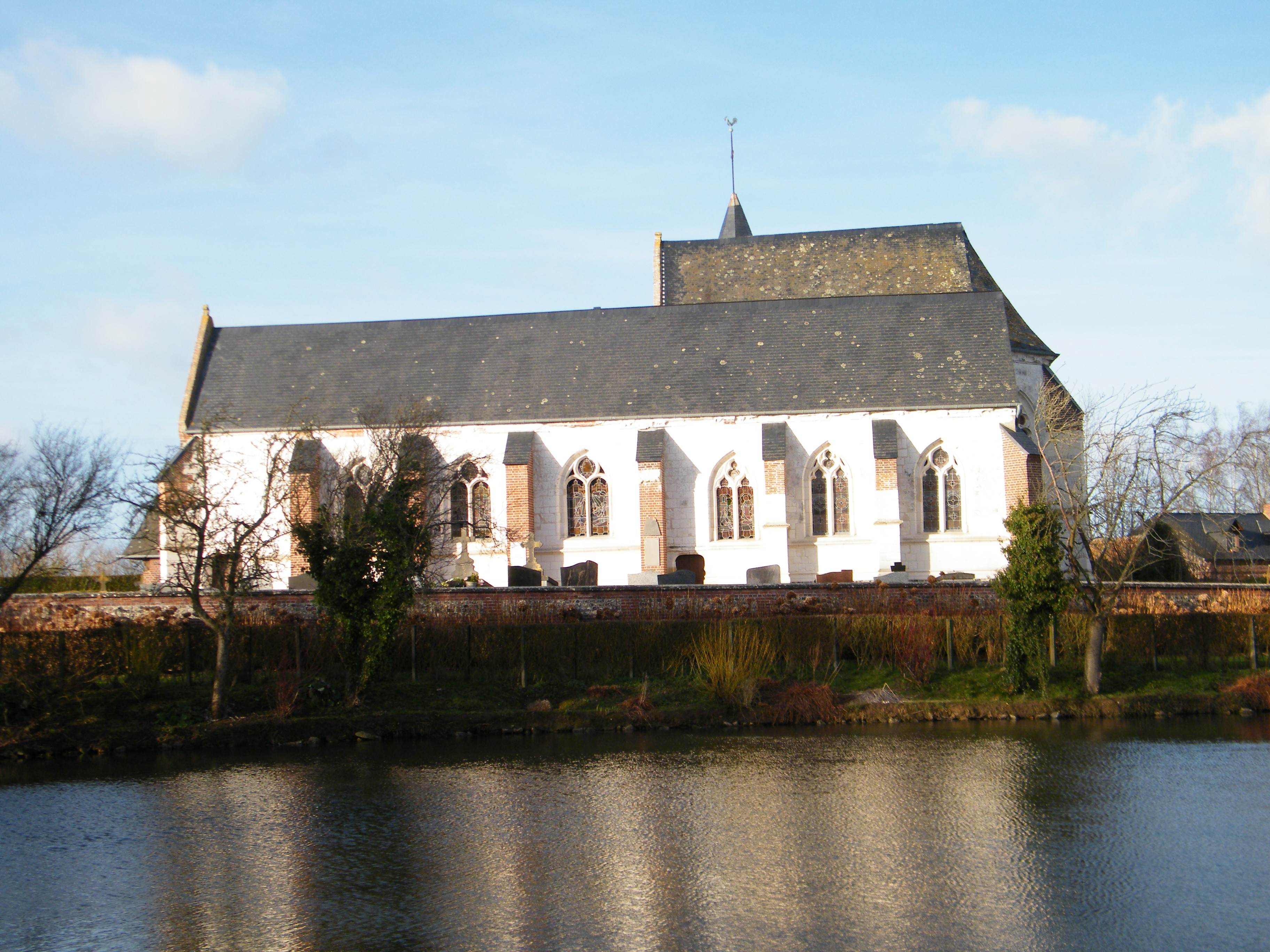
Kirche Saint-Rémi in Biville-sur-Mer
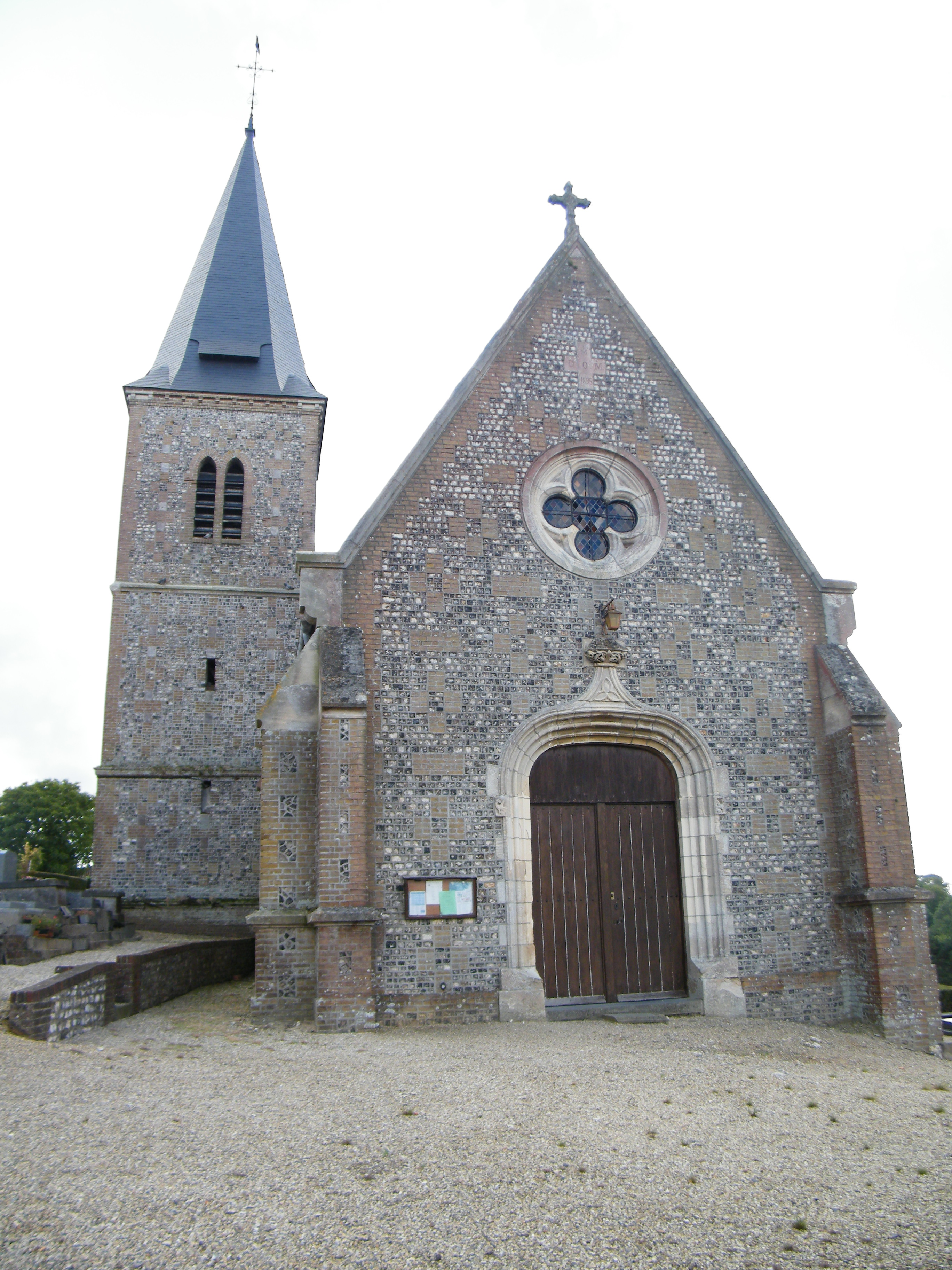
Kirche Notre-Dame in Bracquemont
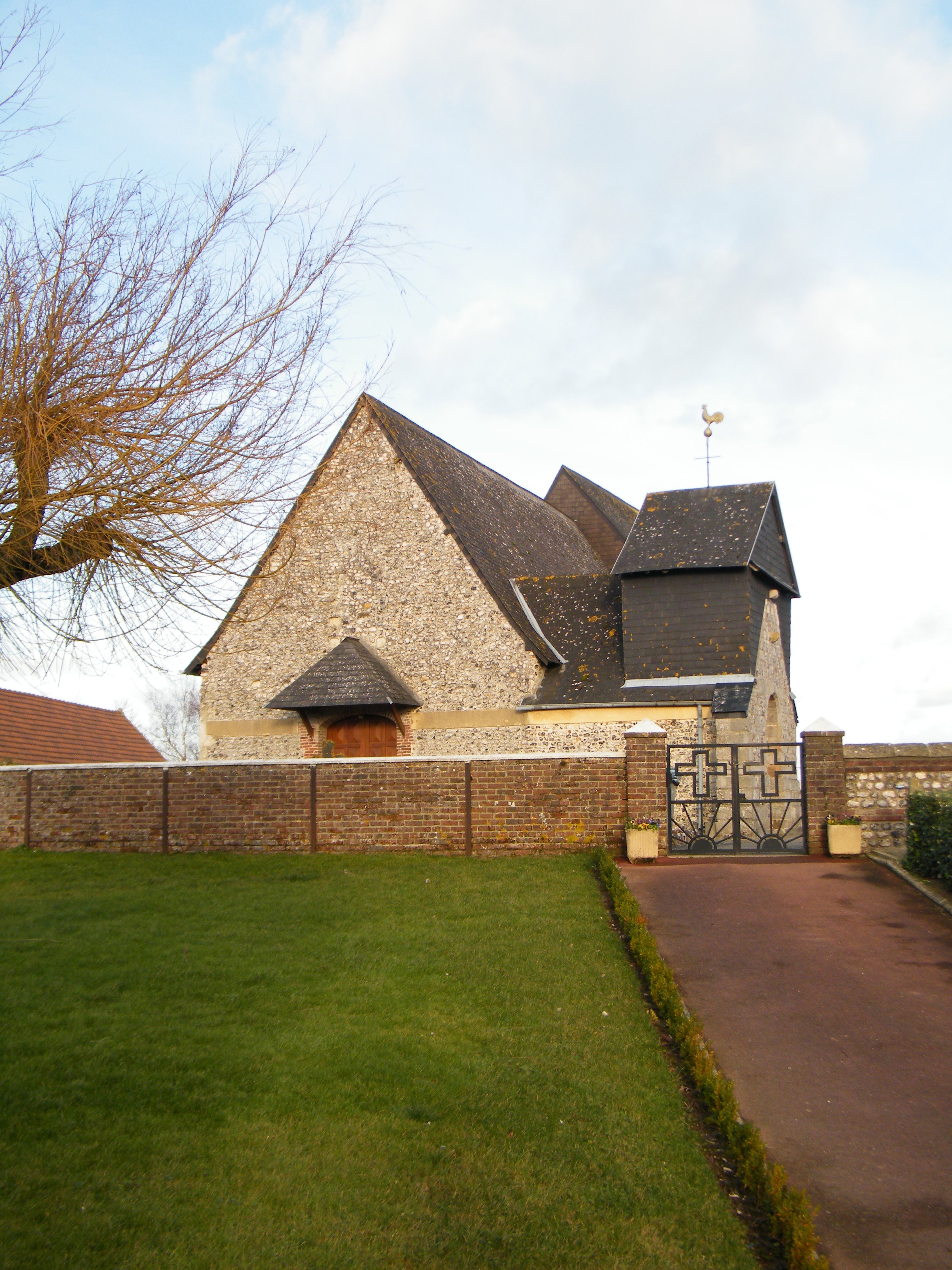
Kirche Saint-Adrien in Brunville
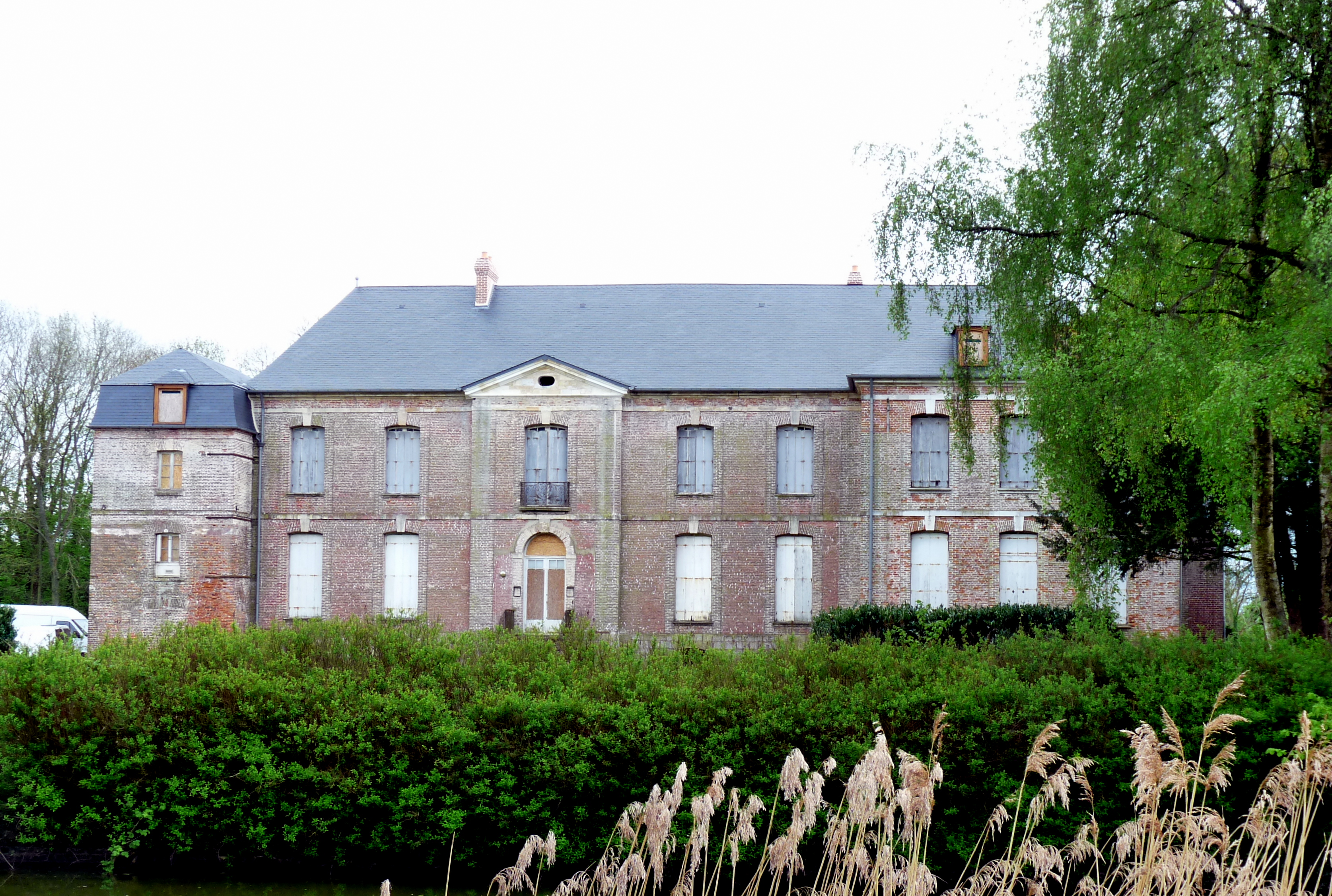
Schloss Wargemont in Derchigny
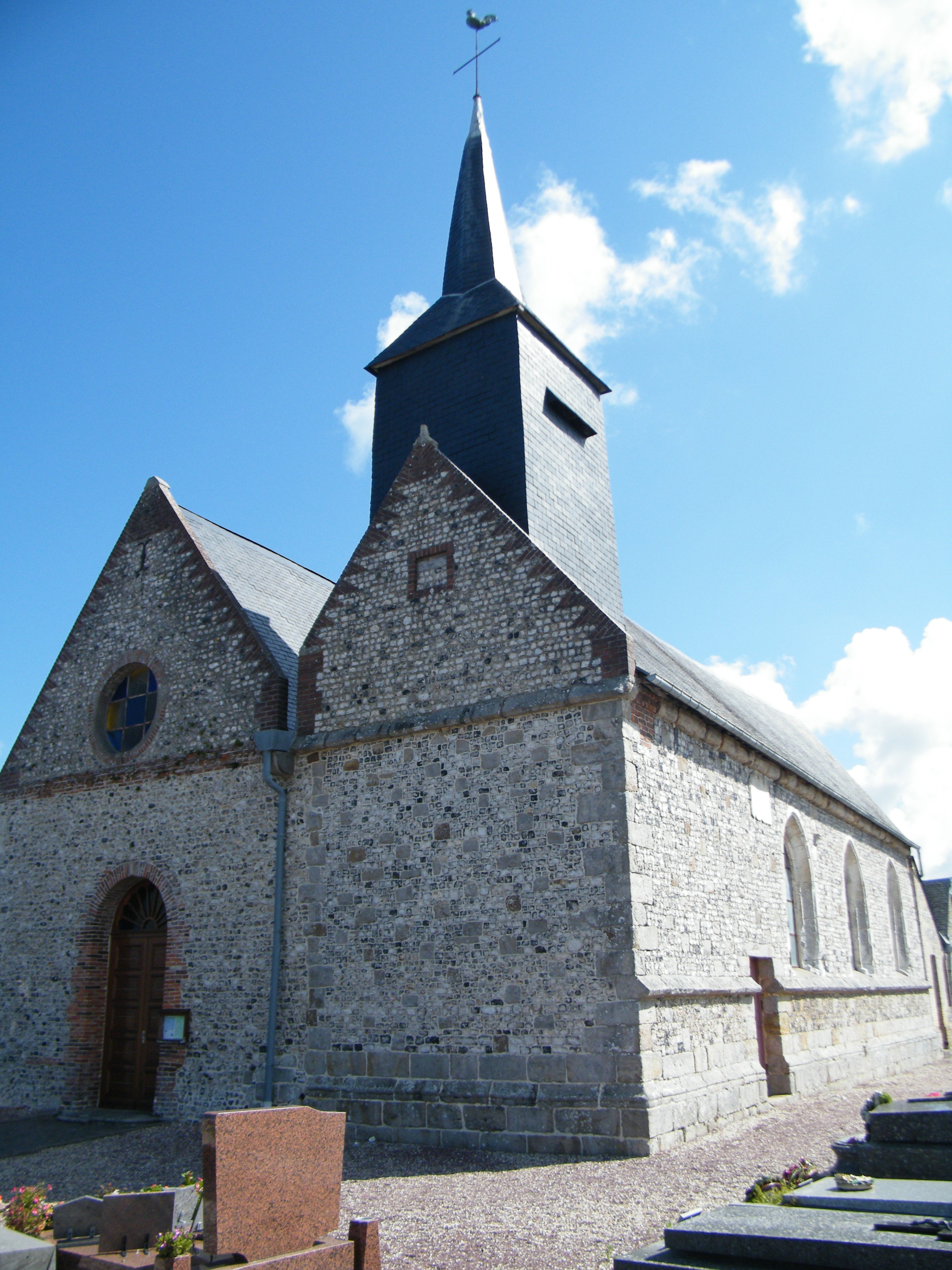
Kirche Saint-Martin in Glicourt
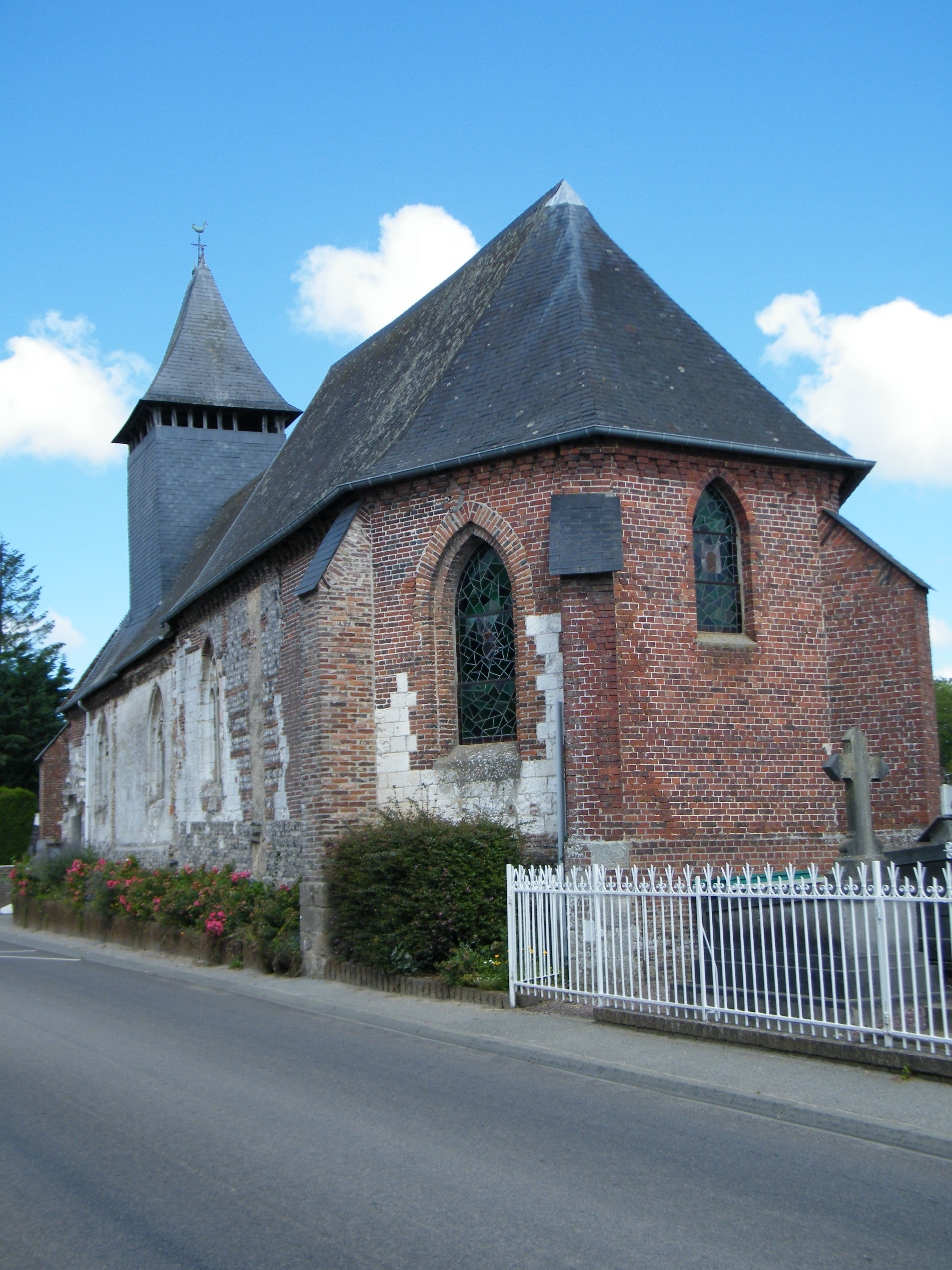
Kirche Saint-Jean-Baptiste in Gouchaupre
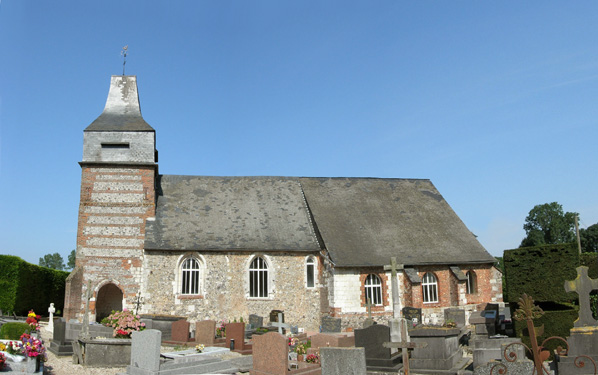
Kirche Sainte-Anne in Greny
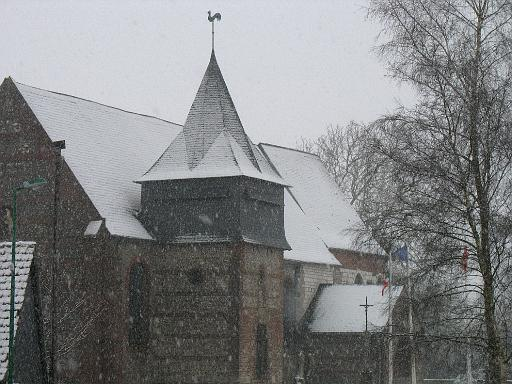
Kirche Saint-Waast in Guilmécourt
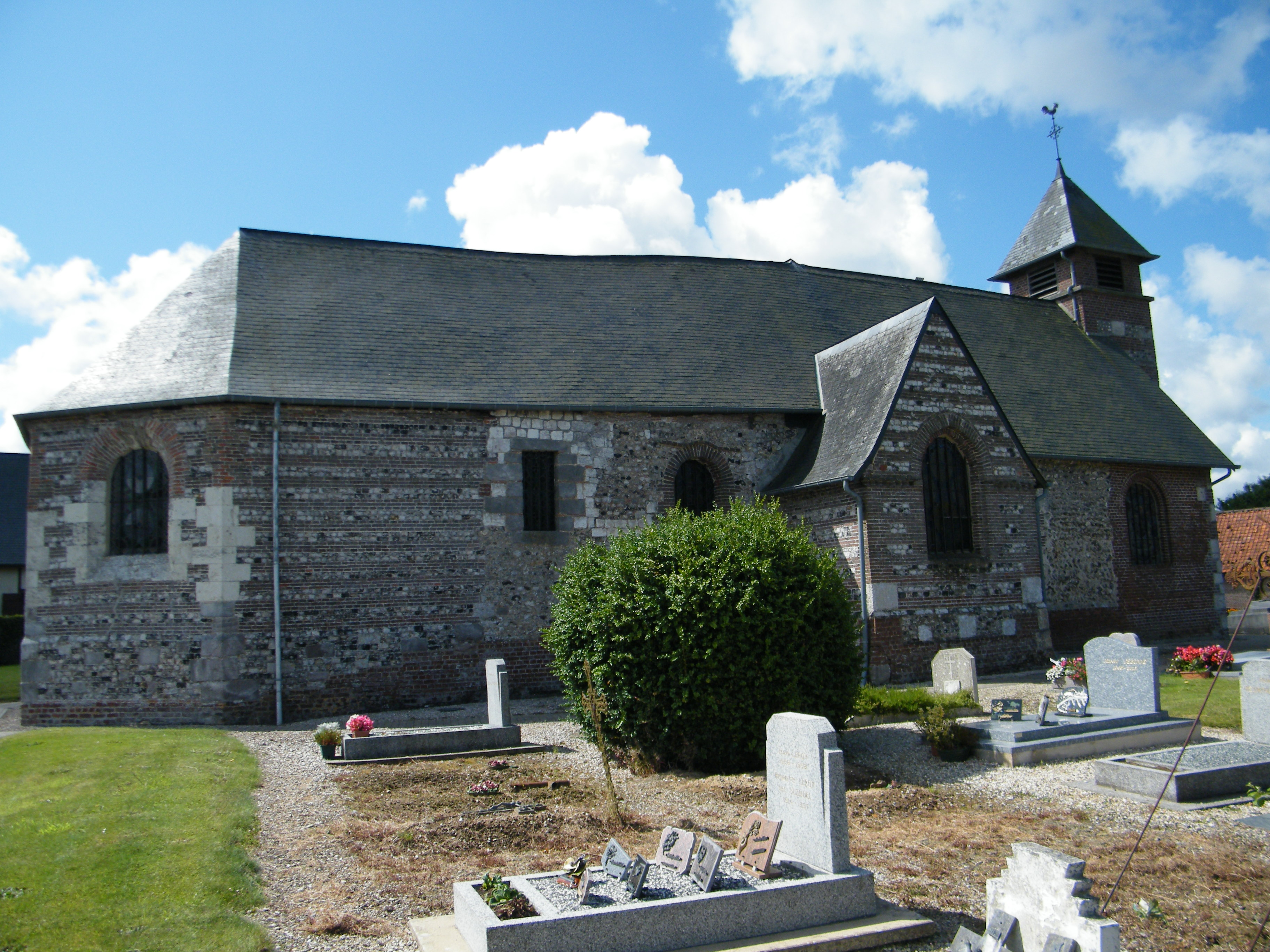
Kirche Saint-Séverin-et-Saint-Pierre in Intraville
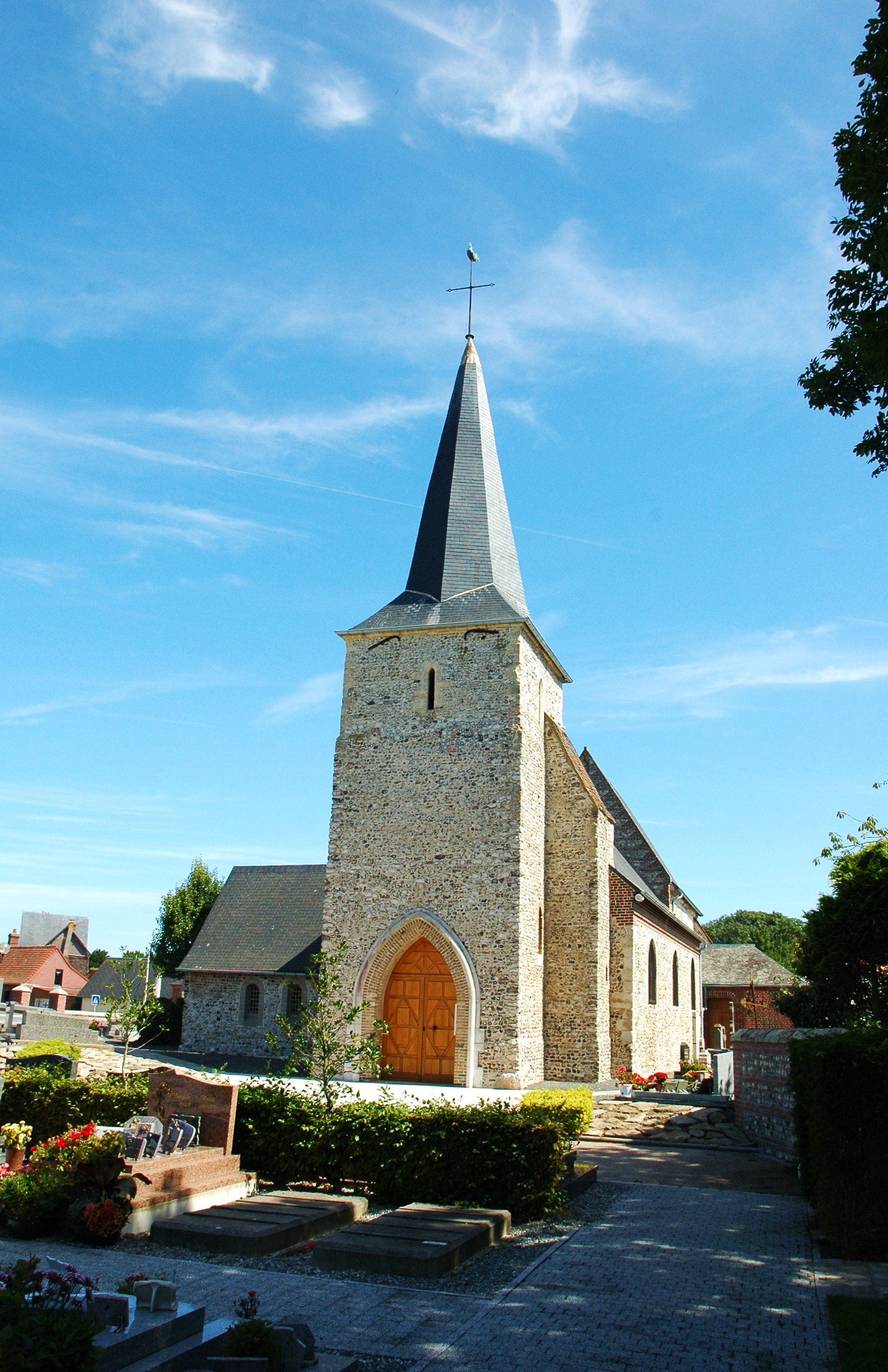
Kirche Saint-Denis in Penly
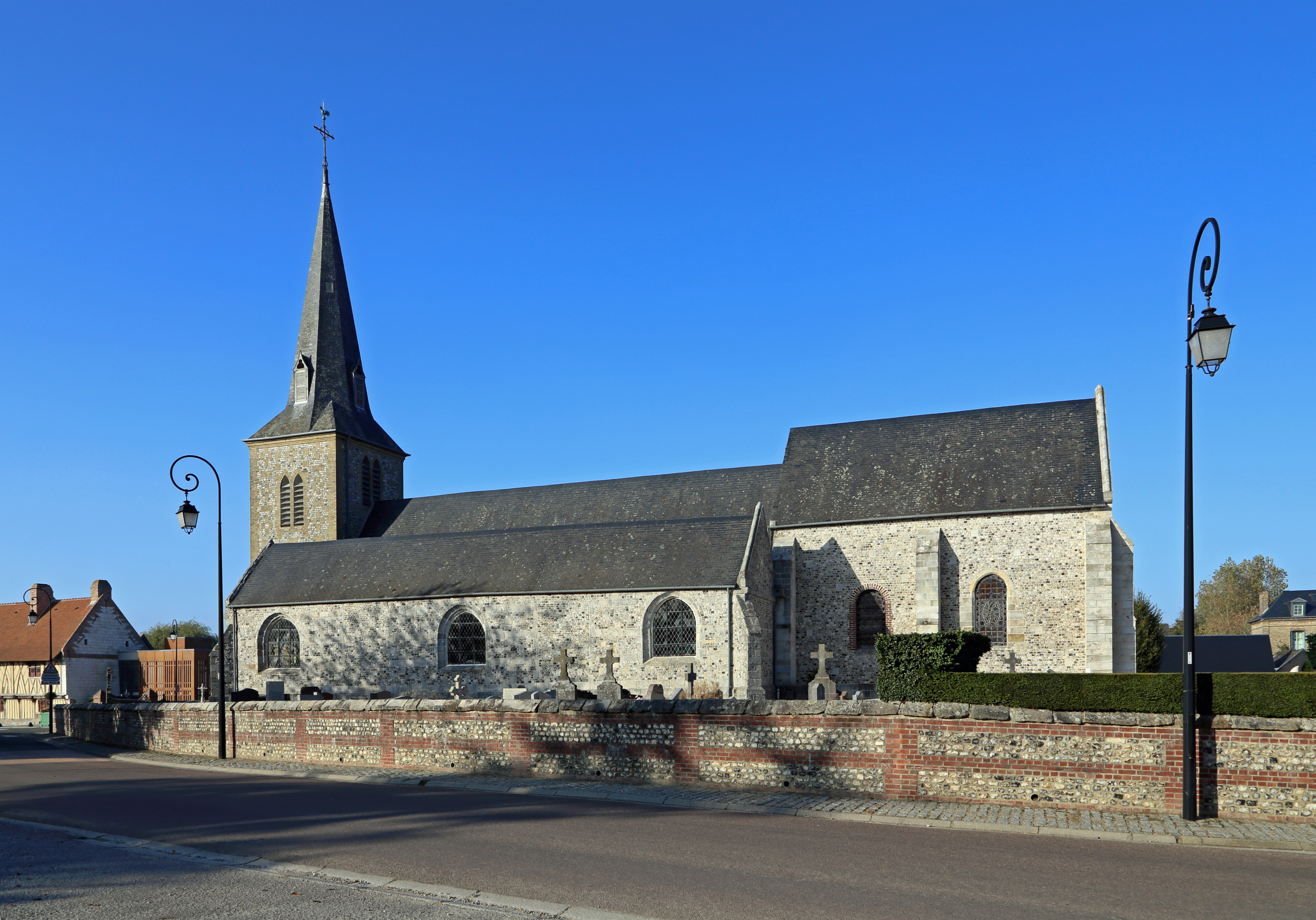
Kirche Saint-Martin in Saint-Martin-en-Campagne
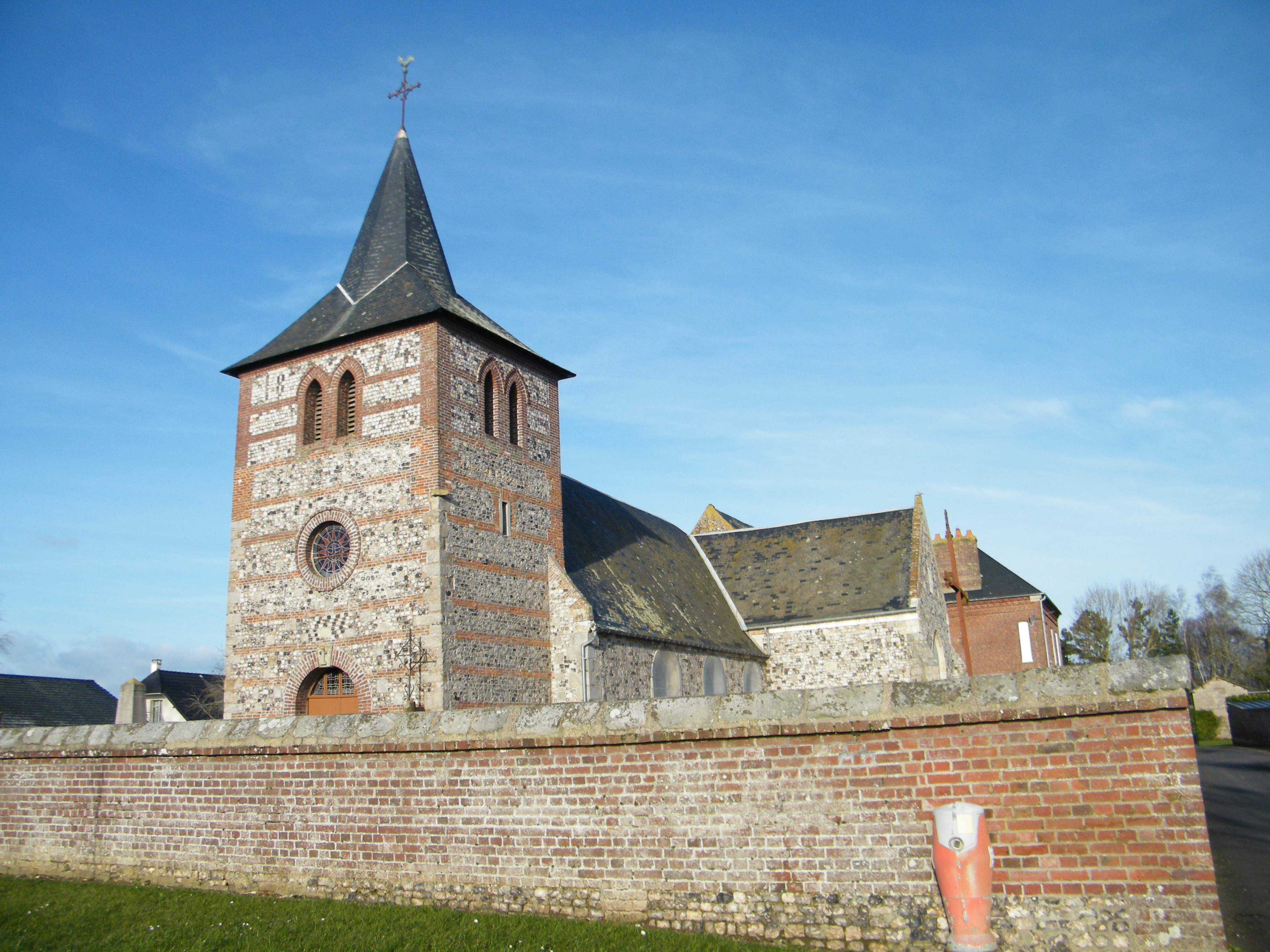
Kirche Sainte-Trinité in Tocqueville-sur-Eu

## Wirtschaft

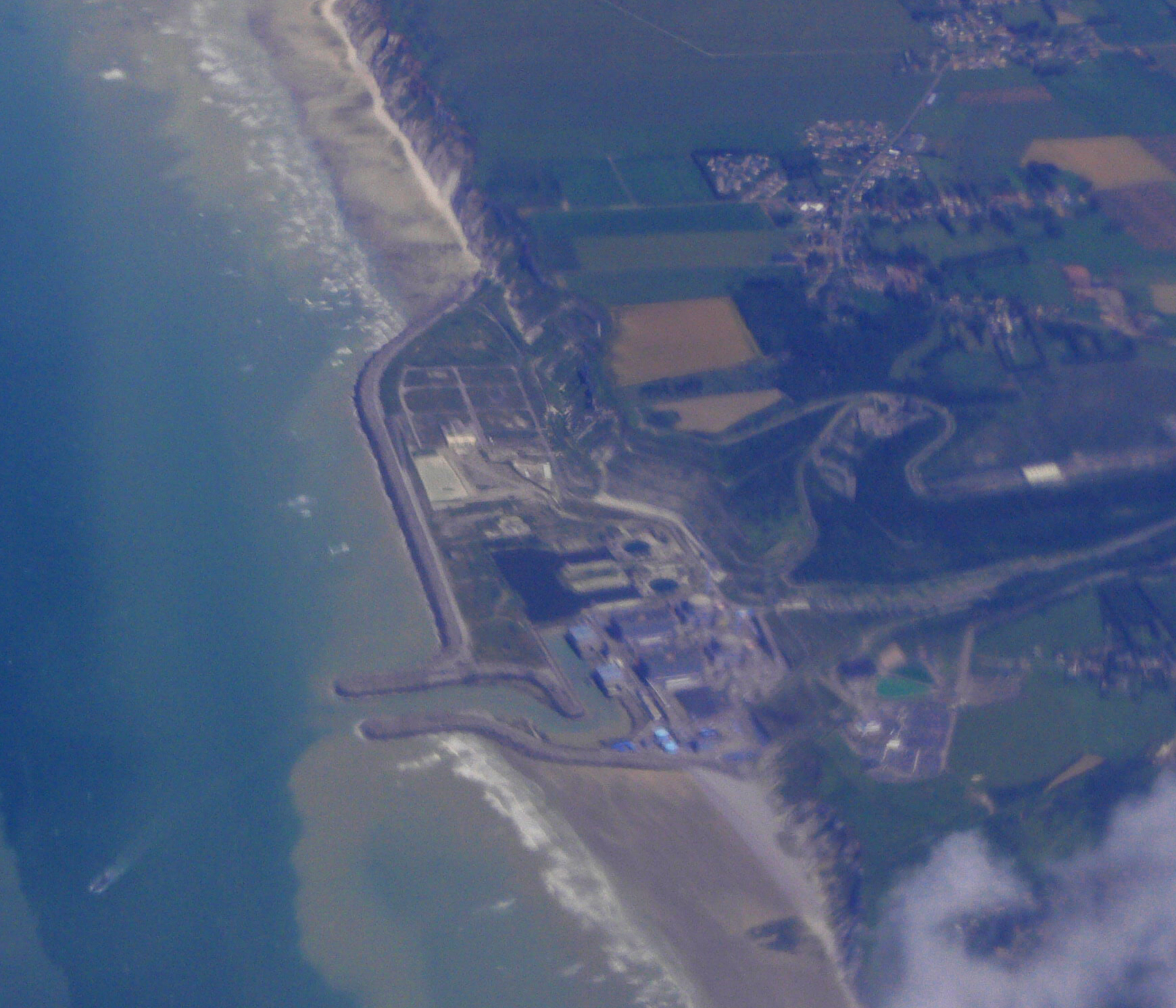
Luftbild der Nuklearanlage von Penly

In den Gemarkungen Penly und Saint-Martin-en-Campagne befindet sich ein Kernkraftwerk. Das Kernkraftwerk Penly (Inbetriebnahme der beiden Blöcke 1982 bzw. 1992) liefert etwa 80 % des jährlichen Stromverbrauches der Normandie. Es kann besichtigt werden.

## Persönlichkeiten
- Albert Clément (1883–1907), Automobilrennfahrer
- Maurice Thiriet (1906–1972), Komponist, in Bracquemont gestorben
- Henri Pequet (1888–1974), Flugpionier